# Cyberchase: Castleblanca Quest
Cyberchase: Castleblanca Quest es un videojuego de 2003 desarrollado por el estudio canadiense Basis Applied Technology y publicado por The Learning Company. Está basado en la serie de televisión educativa Cyberchase.

## Resumen
Las características del juego incluyen: ocho actividades, secuencias de vídeo y animación a pantalla completa, una «función de seguimiento» que permite a los padres monitorear el progreso, modos de aventura y práctica, y tres niveles de dificultad.

## Recepción crítica
USA Today escribió: «Cyberchase Castleblanca Quest no es ni de lejos tan bueno como Cyberchase Carnival Chaos», y añadió:
«La trama de Cyberchase Castleblanca Quest es difícil de seguir. Se presenta en un vídeo de muy baja calidad y demasiado breve».
Common Sense Media otorgó al juego una puntuación de 2 de 5 estrellas, escribiendo:
«Los padres deben saber que una historia difícil de seguir y unas instrucciones inadecuadas hacen que este software sea complicado de jugar».
Techwithkids le dio una puntuación de 3 de 5 estrellas, escribiendo: «Si tienes fans de Cyberchase, juega a Cyberchase Carnival Chaos y sáltate este».